# ALL The Feels
ALL The Feels (オール ザ フィールズ) は、NACK5で2024年1月1日から放送されている音楽番組。

## 概要
2017年4月から2023年12月まで放送された洋楽専門番組『Music Freeway』 の放送枠を引き継ぎ、新たにスタートした。
当番組はパーソナリティを固定せず、各分野で活躍するミュージシャンや俳優、タレントや文化人 (番組内ではセレクターと呼ばれる) が週替わりで選曲を担当する。
コンセプトは「週替りのセレクターが導く、心揺さぶる音楽の時間。新たな出会いをシェアするプレイリストプログラム」。
番組公式ハッシュタグは「#feels795」

## 放送リスト
2024年
| 放送日 | 放送日 | セレクター                                | 選曲テーマ                                                                     |
| ------ | ------ | ----------------------------------------- | ------------------------------------------------------------------------------ |
| 1月    | 1日    | tofubeats                                 | 元日に聞きたい音楽                                                             |
| 1月    | 2日    | tofubeats                                 | 冬に散歩しながら聞きたい曲                                                     |
| 1月    | 3日    | tofubeats                                 | 正月休み最終日に聞きたい曲                                                     |
| 1月    | 4日    | tofubeats                                 | 仕事始めに聞きたい曲                                                           |
| 1月    | 8日    | やす子                                    | 明日から仕事がんばるぞ～！プレイリスト                                         |
| 1月    | 9日    | やす子                                    | やす子の今、聴いて欲しい！！                                                   |
| 1月    | 10日   | やす子                                    | 聴いて気持ちいい曲                                                             |
| 1月    | 11日   | やす子                                    | 落ち込んだ時に聞く曲                                                           |
| 1月    | 15日   | カーネーション                            | ROOTS                                                                          |
| 1月    | 16日   | カーネーション                            | MEMORY                                                                         |
| 1月    | 17日   | カーネーション                            | RESPECT                                                                        |
| 1月    | 18日   | カーネーション                            | FUTURE                                                                         |
| 1月    | 22日   | 薬師丸ひろ子                              | 週の最初を楽しむ5曲                                                            |
| 1月    | 23日   | 薬師丸ひろ子                              | 季節を彩る曲                                                                   |
| 1月    | 24日   | 薬師丸ひろ子                              | ニューアルバム「Tree」                                                         |
| 1月    | 25日   | 薬師丸ひろ子                              | もうひと頑張りできそうな曲                                                     |
| 1月    | 29日   | 澤野弘之                                  | ROOTS                                                                          |
| 1月    | 30日   | 澤野弘之                                  | IMPACT：Composer(Soundtrack)                                                   |
| 1月    | 31日   | 澤野弘之                                  | IMPACT：Artist                                                                 |
| 2月    | 1日    | 澤野弘之                                  | NOW                                                                            |
| 2月    | 5日    | 高野洸                                    | ROOTS                                                                          |
| 2月    | 6日    | 高野洸                                    | SEASON                                                                         |
| 2月    | 7日    | 高野洸                                    | IMPACT                                                                         |
| 2月    | 8日    | 高野洸                                    | NOW                                                                            |
| 2月    | 12日   | モモコグミカンパニー                      | スカッと！自分らしく進む月曜日                                                 |
| 2月    | 13日   | モモコグミカンパニー                      | テンションをあげてなんとか乗りきる火曜日                                       |
| 2月    | 14日   | モモコグミカンパニー                      | 少し立ち止まって考える水曜日                                                   |
| 2月    | 15日   | モモコグミカンパニー                      | 大切なものを思い出す木曜日                                                     |
| 2月    | 19日   | 森雪之丞                                  | My Heroes                                                                      |
| 2月    | 20日   | 森雪之丞                                  | 運命のような物語                                                               |
| 2月    | 21日   | 森雪之丞                                  | ミカ・バンドとの日々                                                           |
| 2月    | 22日   | 森雪之丞                                  | ロック・オペラへの道                                                           |
| 2月    | 26日   | 山内総一郎 (フジファブリック)             | FIRST TIME                                                                     |
| 2月    | 27日   | 山内総一郎 (フジファブリック)             | NOW IS                                                                         |
| 2月    | 28日   | 山内総一郎 (フジファブリック)             | BEST MOMENT                                                                    |
| 2月    | 29日   | 山内総一郎 (フジファブリック)             | PORTRAIT                                                                       |
| 3月    | 4日    | 箭内道彦                                  | 2月の札幌ドームでQUEENのオープニングアクトを務めたGLAYのセットリストを完全再現 |
| 3月    | 5日    | 箭内道彦                                  | 歌の通り、をした歌たち                                                         |
| 3月    | 6日    | 箭内道彦                                  | 20世紀のさだまさし (グレープも)                                                |
| 3月    | 7日    | 箭内道彦                                  | 乃木坂46 vs サンボマスター MAN WITH A MISSION vs BRAHMAN vs ACIDMAN            |
| 3月    | 11日   | 詩羽 (水曜日のカンパネラ)                 | ROOTS                                                                          |
| 3月    | 12日   | 詩羽 (水曜日のカンパネラ)                 | MEMORY                                                                         |
| 3月    | 13日   | 詩羽 (水曜日のカンパネラ)                 | NOW                                                                            |
| 3月    | 14日   | 詩羽 (水曜日のカンパネラ)                 | SLEEP                                                                          |
| 3月    | 18日   | 奥中康一郎・赤塚舜 (えんぷてい)           | ROOTS                                                                          |
| 3月    | 19日   | 奥中康一郎・赤塚舜 (えんぷてい)           | IMPACT                                                                         |
| 3月    | 20日   | 奥中康一郎・赤塚舜 (えんぷてい)           | NOW                                                                            |
| 3月    | 21日   | 奥中康一郎・赤塚舜 (えんぷてい)           | FUTURE                                                                         |
| 3月    | 25日   | 真矢ミキ                                  | 青春                                                                           |
| 3月    | 26日   | 真矢ミキ                                  | 朱夏                                                                           |
| 3月    | 27日   | 真矢ミキ                                  | 白秋                                                                           |
| 3月    | 28日   | 真矢ミキ                                  | 玄冬                                                                           |
| 4月    | 1日    | にしな                                    | 未来に残したい名曲                                                             |
| 4月    | 2日    | にしな                                    | NOW                                                                            |
| 4月    | 3日    | にしな                                    | 眠れない夜                                                                     |
| 4月    | 4日    | にしな                                    | 春に聴きたい曲                                                                 |
| 4月    | 8日    | 今井達也・隅田知一郎 (埼玉西武ライオンズ) | やる獅かない 【選曲】8日：今井、9日：隅田、10日：元山、11日：若林              |
| 4月    | 9日    | 今井達也・隅田知一郎 (埼玉西武ライオンズ) | やる獅かない 【選曲】8日：今井、9日：隅田、10日：元山、11日：若林              |
| 4月    | 10日   | 若林楽人・元山飛優 (埼玉西武ライオンズ)   | やる獅かない 【選曲】8日：今井、9日：隅田、10日：元山、11日：若林              |
| 4月    | 11日   | 若林楽人・元山飛優 (埼玉西武ライオンズ)   | やる獅かない 【選曲】8日：今井、9日：隅田、10日：元山、11日：若林              |
| 4月    | 15日   | 山口勝平                                  | 名探偵コナンと山口勝平                                                         |
| 4月    | 16日   | 山口勝平                                  | 怪盗キッドと山口勝平                                                           |
| 4月    | 17日   | 山口勝平                                  | 山口勝平が選ぶ 好きな劇場版 名探偵コナン BEST5                                 |
| 4月    | 18日   | 山口勝平                                  | 怪盗キッドと服部平次！そして、劇場版『名探偵コナン 100万ドルの五稜星』へ       |
| 4月    | 22日   | 富田美憂                                  | 週の始まりを楽しむプレイリスト                                                 |
| 4月    | 23日   | 富田美憂                                  | 今の季節に聴きたいプレイリスト                                                 |
| 4月    | 24日   | 富田美憂                                  | 富田美憂を知らない人に聴いてもらいたいプレイリスト                             |
| 4月    | 25日   | 富田美憂                                  | 眠る前に聴きたいプレイリスト                                                   |
| 4月    | 29日   | AYANE・RAN・MIU(ME:I)                     | Roots(選曲：AYANE)                                                             |
| 4月    | 30日   | AYANE・RAN・MIU(ME:I)                     | Travel(選曲：RAN)                                                              |
| 5月    | 1日    | AYANE・RAN・MIU(ME:I)                     | Challenge(選曲：MIU)                                                           |
| 5月    | 2日    | AYANE・RAN・MIU(ME:I)                     | MIRAI                                                                          |
| 5月    | 6日    | 高城れに (ももいろクローバーZ)            | 走り出したくなる曲リスト                                                       |
| 5月    | 7日    | 高城れに (ももいろクローバーZ)            | 青春時代のファイトソング                                                       |
| 5月    | 8日    | 高城れに (ももいろクローバーZ)            | イドラでセトリ作ってみた                                                       |
| 5月    | 9日    | 高城れに (ももいろクローバーZ)            | イドラのお気に入り                                                             |
| 5月    | 13日   | imase                                     | 1週間を軽やかにするプレイリスト                                                |
| 5月    | 14日   | imase                                     | まだまだ2日目気合いを入れようプレイリスト                                      |
| 5月    | 15日   | imase                                     | 凡才からおすすめの曲プレイリスト                                               |
| 5月    | 16日   | imase                                     | 金曜を先取りチルい夜にしようプレイリスト                                       |
| 5月    | 20日   | 植村あかり・松永里愛 (Juice=Juice)        | Roots                                                                          |
| 5月    | 21日   | 植村あかり・松永里愛 (Juice=Juice)        | IMPACT                                                                         |
| 5月    | 22日   | 植村あかり・松永里愛 (Juice=Juice)        | Juice=Juice                                                                    |
| 5月    | 23日   | 植村あかり・松永里愛 (Juice=Juice)        | NOW                                                                            |
| 5月    | 27日   | 銀シャリ (鰻和弘・橋本直)                 | 懐かしの91年 (選曲：橋本)                                                      |
| 5月    | 28日   | 銀シャリ (鰻和弘・橋本直)                 | 昔、有線で歌詞を覚えてなんとかたどり着いた曲 (選曲；鰻)                        |
| 5月    | 29日   | 銀シャリ (鰻和弘・橋本直)                 | 最近めちゃくちゃ聴いている曲 (選曲：橋本)                                      |
| 5月    | 30日   | 銀シャリ (鰻和弘・橋本直)                 | TikTokで好きな曲 (選曲；鰻)                                                    |
| 6月    | 3日    | 山本譲二                                  | ルーツ ～山本譲二を形成したプレイリスト～                                      |
| 6月    | 4日    | 山本譲二                                  | 最近どう？～ユーチューブ仲間のプレイリスト～                                   |
| 6月    | 5日    | 山本譲二                                  | カバーズ～もしも演歌以外で、と言われたらのプレイリスト                         |
| 6月    | 6日    | 山本譲二                                  | 山本譲二物語～デビュー50周年を迎えて                                           |
| 6月    | 10日   | NOA                                       | 一週間の始まりを盛り上げる曲                                                   |
| 6月    | 11日   | NOA                                       | 涼しい夜に聴きたくなる曲                                                       |
| 6月    | 12日   | NOA                                       | 2ndアルバム『Primary Colors』を感じてもらうプレイリスト                        |
| 6月    | 13日   | NOA                                       | 今注目のアーティスト                                                           |
| 6月    | 17日   | 山﨑夢羽・江口紗耶 (BEYOOOOONDS)          |                                                                                |
| 6月    | 18日   | 山﨑夢羽・江口紗耶 (BEYOOOOONDS)          |                                                                                |
| 6月    | 19日   | 山﨑夢羽・江口紗耶 (BEYOOOOONDS)          |                                                                                |
| 6月    | 20日   | 山﨑夢羽・江口紗耶 (BEYOOOOONDS)          |                                                                                |

2025年
| 放送日 | 放送日 | セレクター | 選曲テーマ |
| ------ | ------ | ---------- | ---------- |
| 6月    | 9日    | 与田祐希   | 愛         |
| 6月    | 10日   | 与田祐希   | Chill      |
| 6月    | 11日   | 与田祐希   | アイドル   |
| 6月    | 12日   | 与田祐希   | お散歩     |

### 備考
2024年
- 1月1日は、当日に発生した令和6年能登半島地震の情報を挿入しながら放送された[125]。
- 4月15日 - 18日は、「劇場版『名探偵コナン 100万ドルの五稜星』公開記念SP」と題した特別版として放送された[126]。